# Voleibol nos Jogos Pan-Americanos Júnior de 2025
As competições de voleibol na II edição dos Jogos Pan-Americanos Júnior de 2025 estão sendo disputadas entre os dias 10 a 22 de agosto.
As seleções vencedoras garantem vaga direta para os Jogos Pan-Americanos de 2027.

## Calendário
| Agosto   | 10 | 11 | 12 | 13 | 14 | 15 | 16 | 17 | 18 | 19 | 20 | 21 | 22 |
| -------- | -- | -- | -- | -- | -- | -- | -- | -- | -- | -- | -- | -- | -- |
| Voleibol |    |    |    |    |    | 1  |    |    |    |    |    |    | 1  |

|  | Dia de competição |  | Dia de final |

## Medalhistas
| Evento             | Ouro | Prata | Bronze |
| ------------------ | --- | --- | --- |
| Feminino detalhes  | Heloise Soares Adria Julia Julliana Gandra Stephany Morete Jaqueline Schmitz Lívia Santos Camilly Salomé Maria Clara Albrecht Gabriela Carneiro Maria Clara Andrade Ana Luiza Rüdiger Letícia Araújo BRA Brasil | Ashly Morales Cassandra Soto Alejandra Cordova Jimena Salinas Katherine Ramírez Arleth Márquez Ximena Solar Marcela Herrera Andrea Felix Aime Topete Michelle Lizarraga Aitana Tanguma MEX México | Edily Soler Ambar Hernández Katielle Alonzo Alonda Tapia Kirssy Fernandez Selanny Puente Ailyn Liberato Vallery Martínez Crismeily Paniagua Dilenny Maleno Florangel Terrero DOM República Dominicana |
| Masculino detalhes | | | |

## Quadro de Medalhas

### Masculino
| Ordem | País | Medalha de ouro | Medalha de prata | Medalha de bronze | Total |
| ----- | ---- | --------------- | ---------------- | ----------------- | ----- |
| 1     |      | 1               | 0                | 0                 | 1     |
| 2     |      | 0               | 1                | 0                 | 1     |
| 3     |      | 0               | 0                | 1                 | 1     |

### Feminino
| Ordem | País                     | Medalha de ouro | Medalha de prata | Medalha de bronze | Total |
| ----- | ------------------------ | --------------- | ---------------- | ----------------- | ----- |
| 1     | BRA Brasil               | 1               | 0                | 0                 | 1     |
| 2     | MEX México               | 0               | 1                | 0                 | 1     |
| 3     | DOM República Dominicana | 0               | 0                | 1                 | 1     |

### Geral
| Ordem | País                     | Medalha de ouro | Medalha de prata | Medalha de bronze | Total |
| ----- | ------------------------ | --------------- | ---------------- | ----------------- | ----- |
| 1     | BRA Brasil               | 1               | 0                | 0                 | 1     |
| 2     | MEX México               | 0               | 1                | 0                 | 1     |
| 3     | DOM República Dominicana | 0               | 0                | 1                 | 1     |